# 2523-as mellékút (Magyarország)
A 2523-as számú mellékút egy közel 12 kilométeres hosszúságú, négy számjegyű mellékút Borsod-Abaúj-Zemplén vármegye területén.

## Nyomvonala
A 26-os útból ágazik ki, annak 37+800-as kilométerszelvényénél, Putnok központjában, déli irányban. Később lesznek kisebb iránytörései, de a fő iránya végig szinte pontosan déli. Kezdetben Rákóczi út néven halad, majd körülbelül 750 méter megtétele után kiágazik belőle a Putnok vasútállomásra vezető 25 311-es út. Itt egy szakaszon az Állomás út nevet viseli; keresztezi a Miskolc–Bánréve–Ózd-vasútvonal vonalát, majd nem sokkal arrébb az Eger–Putnok-vasútvonal megmaradt vágányait is.
Az 1+600-as kilométerszelvénye közelében halad át a Sajó hídján, ott egyben átlép Sajóvelezd külterületére is, de a falut nem érinti. 3. kilométere után torkollik bele a 2527-es út; ettől kezdve a Mercse-patak völgyében halad. Negyedik kilométere közelében lép át Sajómercse település területére.
Az 5+200-as kilométerszelvényénél beletorkollik a 2525-ös út, majd kevéssel a 7. kilométere előtt eléri Sajómercse központját. 10 kilométer megtétele után lép át Borsodbóta területére, majd e falu első házait észak felől elérve rögtön beletorkollik a település főutcájaként húzódó 2524-es útba, annak 8+500-as kilométerszelvénye közelében. Ott ér véget, az országos közutak térképes nyilvántartását szolgáló kira.gov.hu adatbázisa szerint 11,733 kilométer megtétele után.